# Nyża w Szerokim Murze
Nyża w Szerokim Murze – jaskinia w orograficznie lewych zboczach Doliny Kobylańskiej. Administracyjnie znajduje się w obrębie wsi Karniowice, w gminie Zabierzów w powiecie krakowskim, w województwie małopolskim. Pod względem geograficznym jest to obszar Wyżyny Olkuskiej wchodzący w skład Wyżyny Krakowsko-Częstochowskiej.

## Opis obiektu
Jest to duża nyża znajdująca się w górnej części skał Szerokiego Muru (na wysokości 60 m nad dnem doliny). Ma otwór o południowo-wschodniej ekspozycji u podstawy tej ściany. Powstała w wapieniach górnej jury w wyniku procesów krasowych. Jest wilgotna, bez nacieków, a na jej dnie jest gleba i liście.

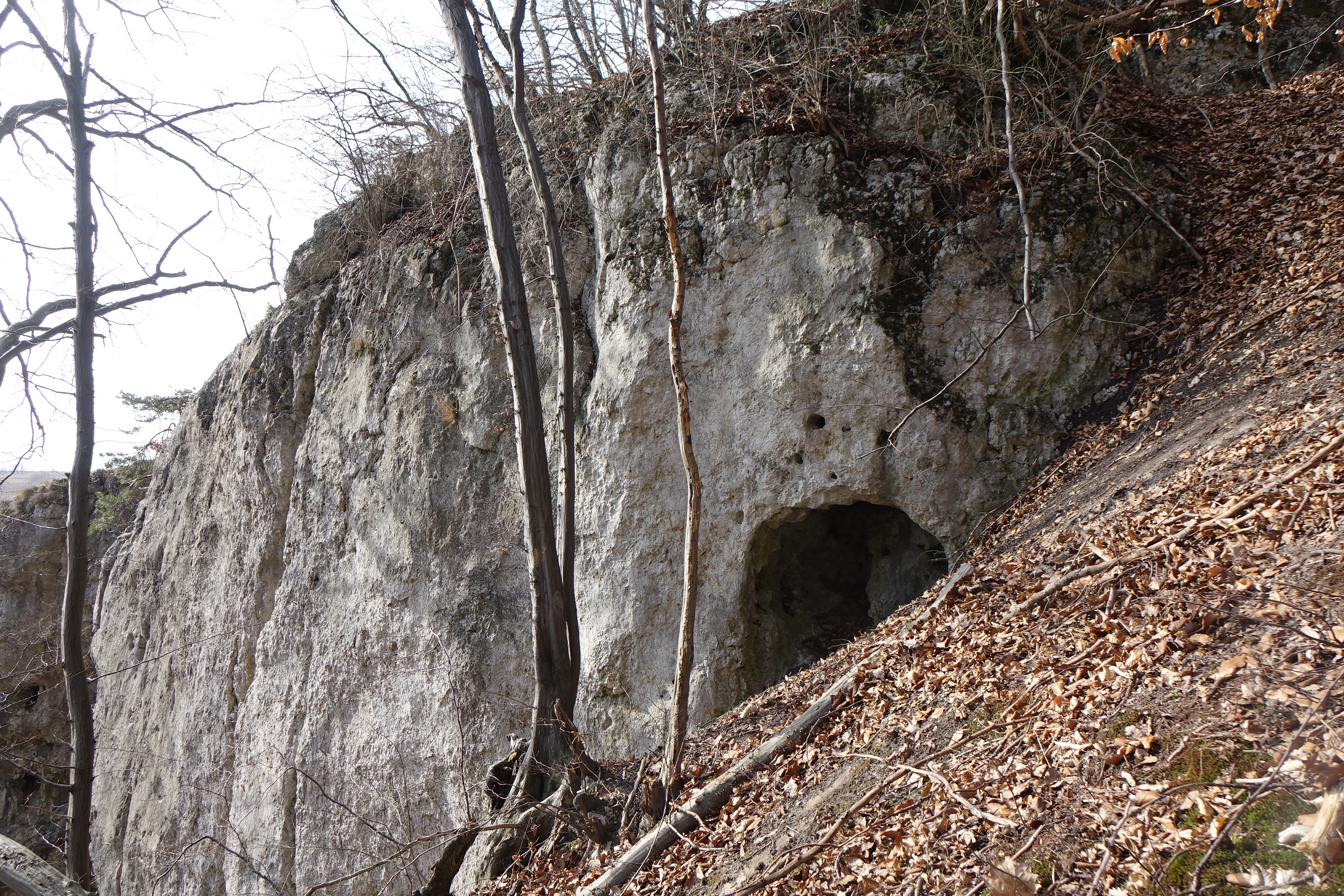
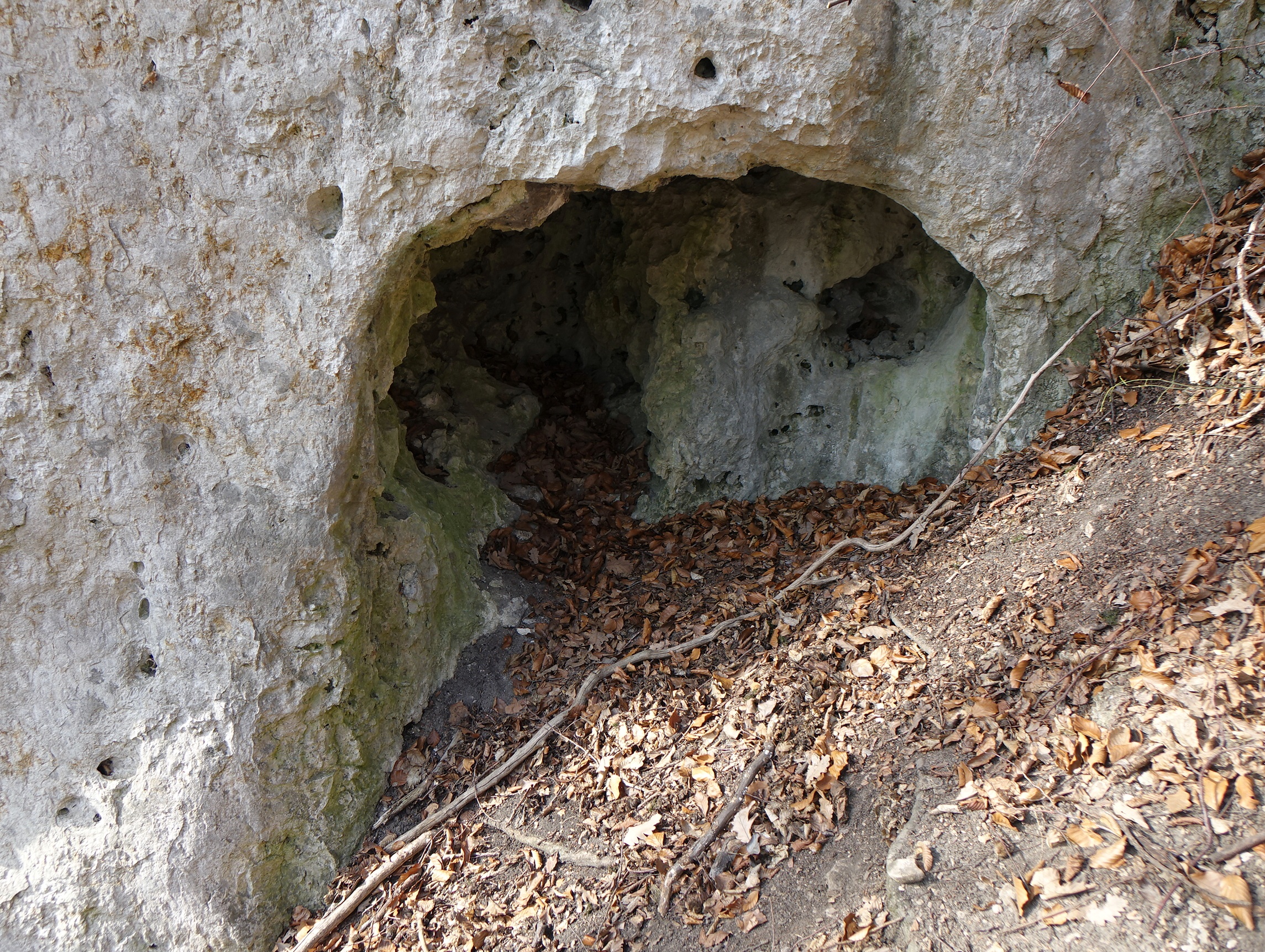
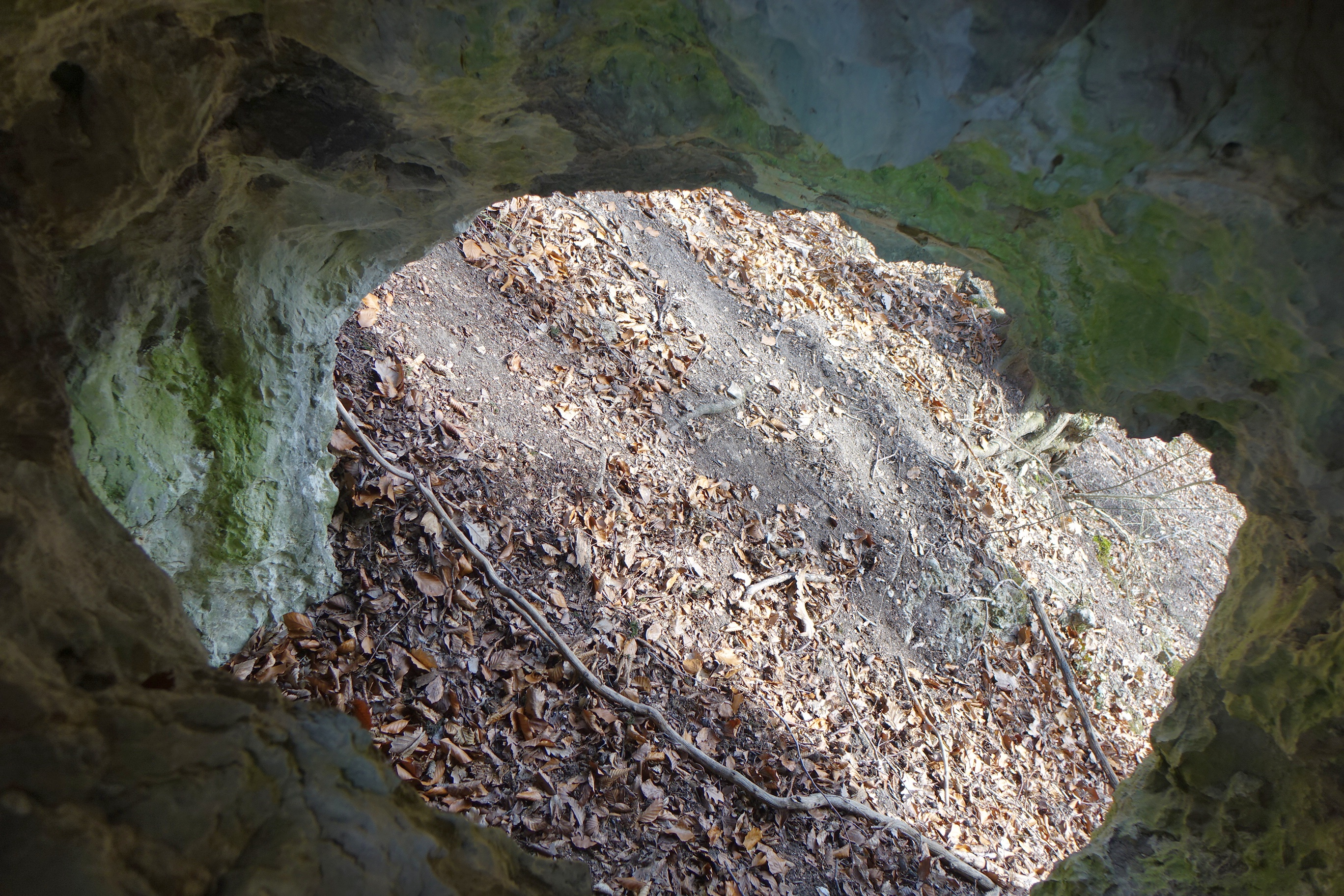